# Trzebnica
 (février 2022).
Si vous disposez d'ouvrages ou d'articles de référence ou si vous connaissez des sites web de qualité traitant du thème abordé ici, merci de compléter l'article en donnant les références utiles à sa vérifiabilité et en les liant à la section « Notes et références ».
Trzebnica (en allemand : Trebnitz) est une ville de la voïvodie de Basse-Silésie, en Pologne. Elle est le chef-lieu du powiat de Trzebnica et le siège de la gmina de Trzebnica. La population de la ville est d'environ 13 600 habitants. 
Trzebnica abrite l'ancienne abbaye Sainte-Edwige, la première abbaye féminine en Silésie, avec le tombeau d'Edwige de Silésie. 

## Situation géographique
La petite ville est située dans la région historique de Basse-Silésie au sud-ouest de la Pologne, à 24 km au nord de Wrocław. Elle se trouve à une altitude de 179 m.

## Histoire
Des fouilles archéologiques ont montré que le site était déjà habité au Ve siècle. Au XIIe siècle, Trzebnica est un lieu de marché, une localité appartenant au noble Piotr Włostowic, gouverneur installé par Boleslas III, duc de Pologne. Elle est mentionnée pour la première fois en 1138, lorsque le fils aîné de Boleslas, Ladislas II, prend possession des biens. Ladislas a été chassé par ses demi-frères cadets en 1146, mais après le retour de son fils Boleslas Ier, elle fait partie des terres des ducs de Silésie issus de la maison Piast. 

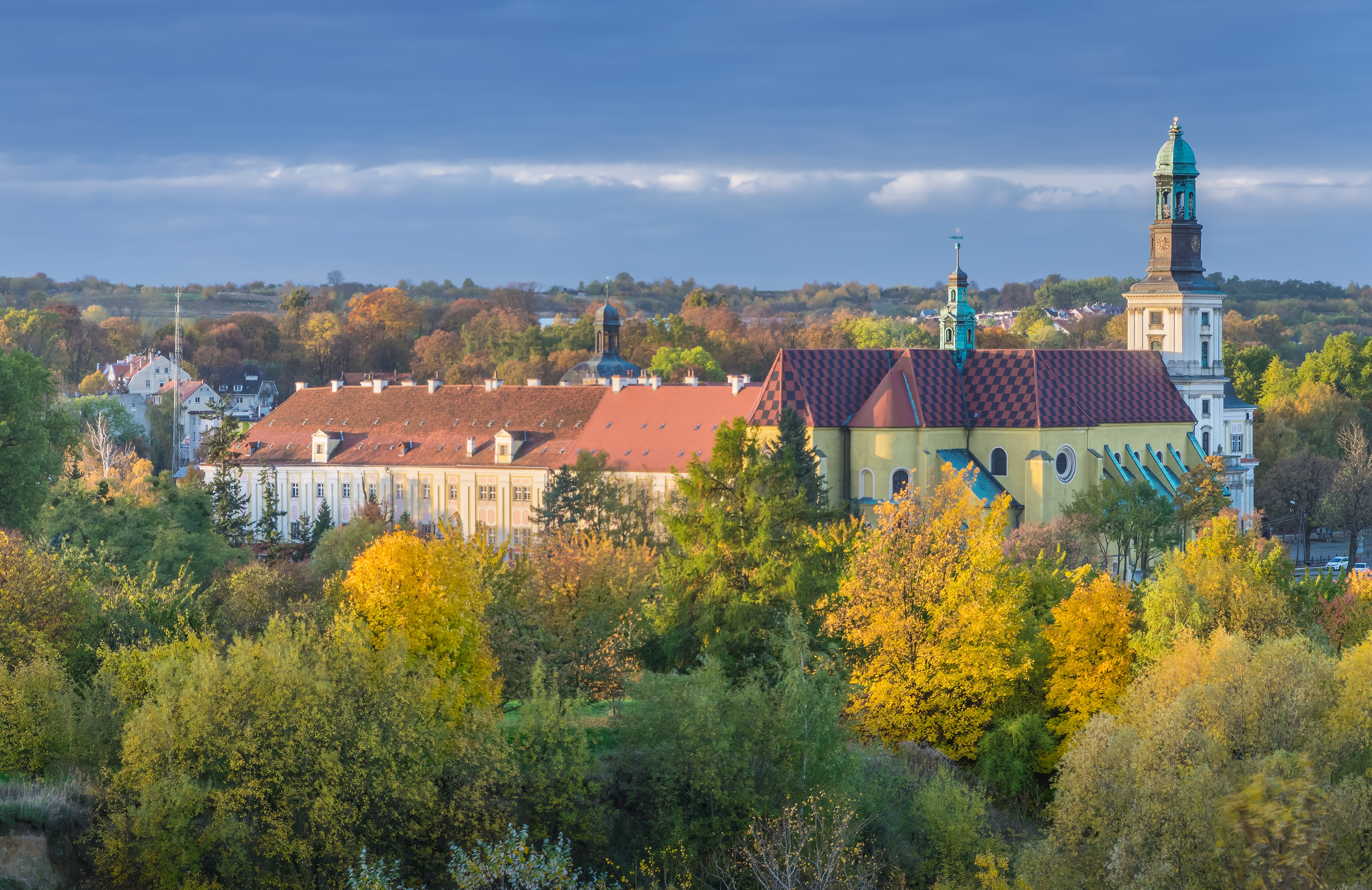
Église Sainte-Edwige.

En 1202, le duc Henri Ier le Barbu et son épouse Edwige fondent une église et un monastère qui accueillent l’année suivante des cisterciennes venues de Bamberg en Franconie, où le frère d'Edwige, Egbert d'Andechs fut évêque. Le monastère de Trzebnica est le premier dans le royaume de Pologne à accueillir des religieuses. La construction s’achève en 1224. L'abbaye devient le centre de la vie religieuse, culturelle et économique, favorisant le développement de Trzebnica qui s’agrandit et reçoit les privilèges urbains en 1250.
Au XIVe siècle, Trzebnica se retrouve dans les frontières du duché d'Œls qui devient un fief de la couronne de Bohême en 1329. Le culte de sainte Edwige de Silésie se développe au XVe siècle ; néanmoins, des guerres, pillages et épidémies freinent l’essor de la ville : en 1430, les hussites s’emparent de la ville et du monastère ; la réparation des dégâts était un mérite de l'abbesse Marguerite, fille du duc Conrad V d'Oleśnica. La ville est à nouveau dévastée par l’armée de Mathias Corvin en 1474. Elle connaît aussi deux épidémies de peste.
Au XVIe siècle, Trzebnica commence à devenir un lieu de pèlerinage. En 1526, toute la Silésie passe dans le domaine de la monarchie de Habsbourg et la ville reprend son développement. En 1605, un premier hôtel de ville en bois est construit. La ville est ravagée et périclite pendant la guerre de Trente Ans (1618-1648). Trebnitz est reconstruite dans la seconde partie du XVIIe siècle. Un nouvel hôtel de ville est érigé en 1730. 

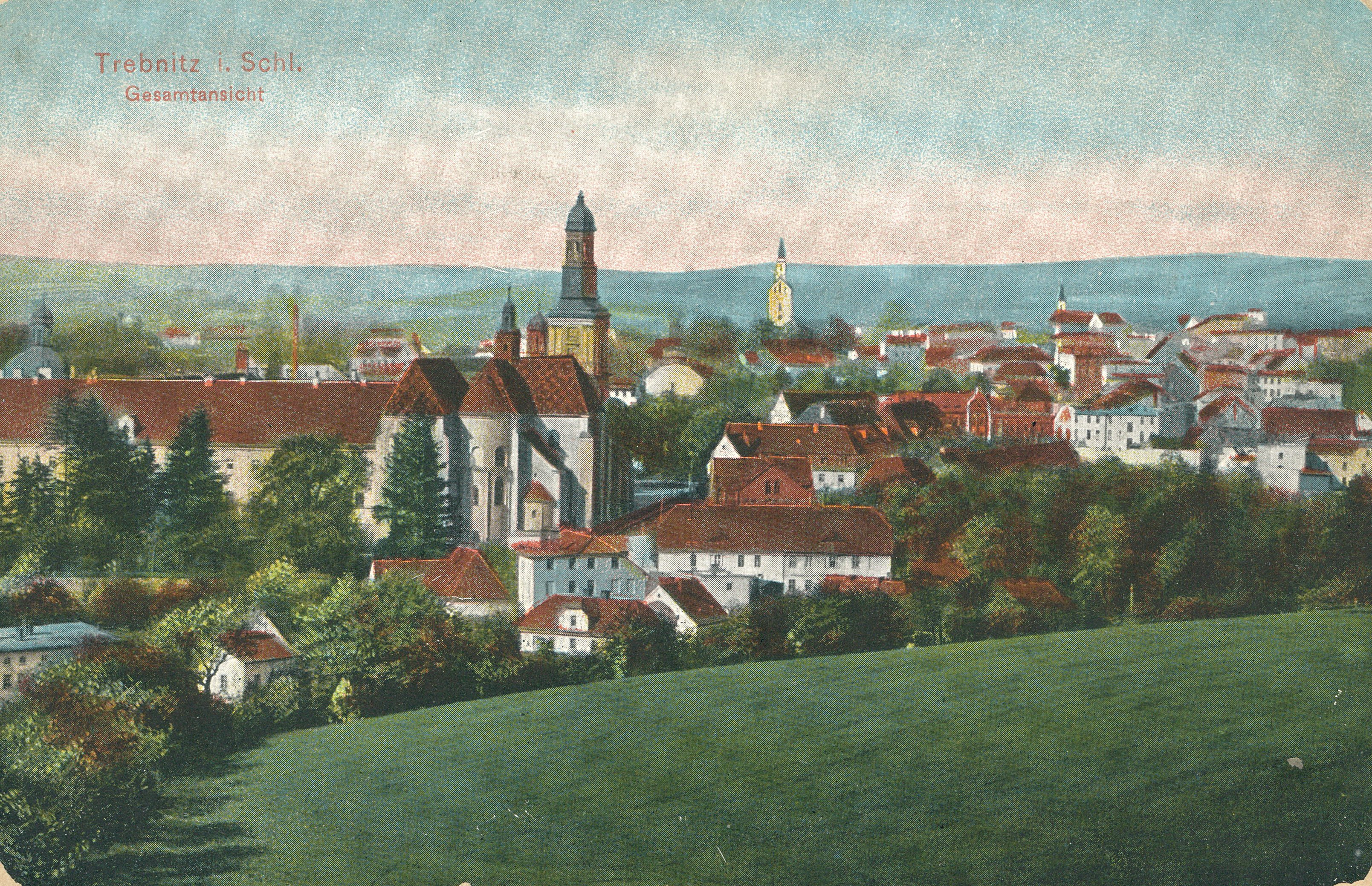
Trebnitz vers 1910.

Au cours de la première guerre de Silésie, en 1740-1742, le royaume de Prusse s’empare de la ville pour deux siècles et devient le chef-lieu de l'arrondissement de Trebnitz. Épidémies, guerres et confiscation des biens de la ville provoquent un nouveau déclin. Les autorités prussiennes ferment le monastère en 1810. L’ordre souverain de Malte rachète le bâtiment en 1870 et le transforme en hôpital militaire. Dès le début du XIXe siècle, la ville incorporée dans le district de Breslau au sein de la Silésie prussienne connaît un nouvel essor (banque, bibliothèque, imprimerie, construction d’écoles, journaux locaux). Le microclimat local induit l’apparition de maisons de repos. À partir de 1886, une ligne ferroviaire relie la ville de Trebnitz à Breslau.
Vers la fin de la Seconde Guerre mondiale, l’Armée rouge s’empare d’une ville détruite à 75 % le 25 janvier 1945. Selon les résolutions de la conférence de Potsdam, la ville redevient polonaise et la population allemande restante était expulsée.

## Économie
Trzebnica s’est spécialisée dans les activités liées aux soins de santé avec de nombreux centres de convalescence qui se sont installés dans une ville renommée pour son microclimat et pour son eau.
La ville est également un centre touristique important et attire de nombreux pèlerins ce qui a contribué au développement de l’hôtellerie et de la restauration.
La ville est également un centre industriel important :
- une filiale de l'entreprise de production de wagons Pafawag y est localisée
- production de matériaux céramiques
- industries agroalimentaires
- production d’eau minérale

## Monuments
- la basilique Sainte-Hedwige de style roman tardif (fondée au début du XIIIe siècle, rénovée par la suite), avec les tombeaux d’Henri Ier le Barbu et du grand maître teutonique Konrad von Feuchtwangen
- la chapelle Sainte-Hedwige de style gothique (construite en 1268/1269) avec le sarcophage de Edwige de Silésie (style baroque)
- le monastère Sainte-Hedwige de style baroque (construit de 1696 à 1726 à la place de l’ancien monastère du XIIIe siècle)
- l’église Saint-Pierre (baptisée ainsi en l’honneur de son fondateur Piotr Włostowic)
- l’hôtel de ville
- les anciennes maisons bourgeoises
- la rotonde

## Personnalités liées à la ville
- Marie Leszczyńska (1703-1768), reine de France de 1725 jusqu'à sa mort, y naquit ;
- Ernst Niekisch (1889-1967), théoricien du national-bolchévisme, y est né ;
- Gila von Weitershausen, actrice, née le 21 mars 1944 à Trebnitz ;
- Herbert Volz, sculpteur, y est né dans le village de Moltketal le 25 novembre 1944 ;
- Ewelina Ptak, née Klocek le 20 mars 1987 à Trzebnica, athlète, spécialiste du sprint.

## Jumelages
- Locorotondo (Italie)
- Löningen (Allemagne)